# Zaragoza
Zaragoza (IPA [θaraˈɣoθa] , magyaros kiejtése kb. „Szaragósza”), katalán nyelven Saragossa, a város a  spanyolországi Aragónia autonóm közösség székhelye. Az Aragóniai Királyság egykori fő- és koronázó városa. Spanyolország ötödik legnépesebb városa, 2013-ban 600 000 lakosa volt. Földrajzi elhelyezkedése – körülbelül 300 kilométerre Madridtól, Barcelonától, Valenciától, Bilbaótól és Toulouse-tól – logisztikai csomóponttá teszi.

## Fekvése
Az Ebro folyó partján, egy völgyben fekszik, ahol a Huerva és a Gállego folyó beletorkollik az Ebróba.
Az Ebro alapvető a város életében, lakhatóvá teszi a földet. Mostanság, 2008 óta nagyon szépen rendben van tartva a folyó, hogy a zaragózaiak kiélvezhessék, bicikliutakat és parkokat építettek. 
A folyó partja túlnyomó részt síkság, a déli oldalán egy enyhe magaslat található, a fellelhető anyagok a homok, a kavics és az agyag.

## Éghajlat
A város éghajlata mérsékelt égövi száraz kontinentális: a nyár forró, a tél hideg. Spanyolország belső területeihez hasonlóan a napsütéses órák száma egész évben nagy, ez nyáron és kora ősszel tartós hőhullámokkal jár együtt, akár 40 fokos értékekkel is. Télen nyílt ég alatt az éjszakák fagyosak, a hőmérséklet −10 fok közelébe zuhanhat. Havazni is szokott. 
| Hónap                                   | Jan. | Feb. | Már. | Ápr. | Máj. | Jún. | Júl. | Aug. | Szep. | Okt. | Nov. | Dec. | Év   |
| --------------------------------------- | ---- | ---- | ---- | ---- | ---- | ---- | ---- | ---- | ----- | ---- | ---- | ---- | ---- |
| Átlagos max. hőmérséklet (°C)           | 10,5 | 13,1 | 17,3 | 19,6 | 24,1 | 29,3 | 32,4 | 31,7 | 27,1  | 21,4 | 14,8 | 10,8 | 21,1 |
| Átlagos min. hőmérséklet (°C)           | 2,7  | 3,3  | 5,8  | 7,9  | 11,8 | 15,8 | 18,3 | 18,3 | 15,2  | 11,0 | 6,3  | 3,2  | 10,0 |
| Átl. csapadékmennyiség (mm)             | 21   | 22   | 19   | 39   | 44   | 26   | 17   | 17   | 30    | 36   | 30   | 21   | 322  |
| Havi napsütéses órák száma              | 131  | 165  | 217  | 226  | 275  | 307  | 348  | 315  | 243   | 195  | 148  | 124  | 2694 |
| Forrás: Agencia Estatal de Meteorología |      |      |      |      |      |      |      |      |       |      |      |      |      |

## Története
Zaragoza vagy eredetileg Salduba, az ibériai ilergeták alapítása. Kr. e. 45-ben Caesar földúlta, de újra felépült, és Kr. e. 27-ben már római gyarmat (Colonia Caesarea Augusta Salduba, egyszerűbben Caesaraugusta) és tekintélyes város. 255-ben már püspöki székhely volt.
409-ben elfoglalták a vandálok, 452-ben a svévek, 475-ben Eurich nyugati gót király. Mostani nagyságát azonban csak a mórok uralma alatt érte el, akik a várost 715-ben elfoglalták és 1017-ben külön fejedelemségnek (Zaragoszta) székhelyévé tették. 780-ban a föllázadt várost Abd-er-Rahman omajjada két évi ostrom után rohammal vette be.
1118. december 18-án elfoglalta I. Alfonz, és Huesca helyett megtette Aragónia fővárosává. Csakhamar a keresztény spanyol területek legjelentékenyebb városává lett. 1317-ben püspökségét a pápa érsekség rangjára emelte.
Aragónia és Kasztília perszonáluniója után az udvartartás elköltözött a városból, ami ezzel hanyatlani kezdett. V. Fülöp 1710. augusztus 20-án itt szenvedett vereséget Károly magyar főhercegtől.
Különösen nagy hírre tett szert a város a napóleoni háborúkban, 1808-1809-ben. Lefebvre-Desnouettes tábornok, a franciák 4. hadtestének parancsnoka  1808. augusztus 3-án kezdte el lövetni a várost, amit Palafox védett. A franciák minden erőfeszítésük dacára augusztus 4-14. között csak 4 házat tudtak a városból elfoglalni. Mivel ekkor a francia hadnak Vitoriához kellett vonulnia, augusztus 15-én fölhagyott az ostrommal. A második ostrom december 20-án kezdődött, de addigra a várost megerősítették, a védőrséget 30 000 főre gyarapították. 1809 első hónapjában a franciák három rést lőttek a város falain; ezeken bejutottak ugyan, de mivel a föllázadt környék is ellenük támadt, beljebb nemigen tudtak hatolni. Lannes marsall ekkor felszólította Palafoxot, hogy adja meg magát, de eredménytelenül. Amikor végül az ostromlóknak sikerült február 18-án az Ebro bal partján levő külvárost is elfoglalniuk, Zaragoza meghódolt. Több mint 54 000 ember (14 000 katona) esett el a 60 nap alatt, ekkor égett el az aragóniai királyi levéltár is.

## Közigazgatás

### Polgármesterei
| Hivatali időszak | Név                        | Párt             |
| ---------------- | -------------------------- | ---------------- |
| 1979–1983        | Ramón Sainz de Varanda     | PSOE             |
| 1983–1987        | Ramón Sainz de Varanda     | PSOE             |
| 1987–1991        | Antonio González Triviño   | PSOE             |
| 1991–1995        | Antonio González Triviño   | PSOE             |
| 1995 – 1999      | Luisa Fernanda Rudi Ubeda  | Partido Popular  |
| 1999 – 2000      | Luisa Fernanda Rudi Ubeda  | Partido Popular  |
| 2000 – 2003      | José Atarés Martínez       | Partido Popular  |
| 2003 – 2007      | Juan Alberto Belloch Julbe | PSOE             |
| 2007 – 2011      | Juan Alberto Belloch Julbe | PSOE             |
| 2011 – 2015      | Juan Alberto Belloch Julbe | PSOE             |
| 2015 –           | Pedro Santisteve Roche     | ZEC - PSOE - CHA |

### Kerületei
Zaragoza 12 kerületre (distrito) oszlik, melyek negyedekből (barrio) állnak:
- 1. kerület: Casco Antiguo: San Pablo, El Gancho, La Magdalena, San Miguel, Las Tenerías, San Agustín
- 2. kerület: Centro
- 3. kerület: Delicias: La Bombarda, La Bozada, Delicias, Monsalud, Parque Roma
- 4. kerület: Universidad: Romareda, Ciudad Jardín, Casablanca, Montecanal
- 5. kerület: San José: San José
- 6. kerület: Las Fuentes: La Cartuja, Las Fuentes
- 7. kerület: La Almozara: La Almozara, Puerta Sancho
- 8. kerület: Oliver-Valdefierro: Valdefierro, Miralbueno, Oliver
- 9. kerület: Torrero-La Paz: Torrero, La Paz, Torrecilla de Valmadrid
- 10. kerület: Margen Izquierda: ACTUR-Rey Fernando, Parque Goya, Arrabal, Barrio de Jesús, Vadorrey, Cogullada, Picarral, La Jota
- 11. kerület: Barrios Rurales Norte: Juslibol, Movera, Montañana, Peñaflor de Gállego, San Juan de Mozarrifar, San Gregorio
- 12. kerület: Barrios Rurales Oeste: Alfozea, Casetas, Garrapinillos, Monzalbarba, Venta del Olivar, Villarrapa

## Látnivalók

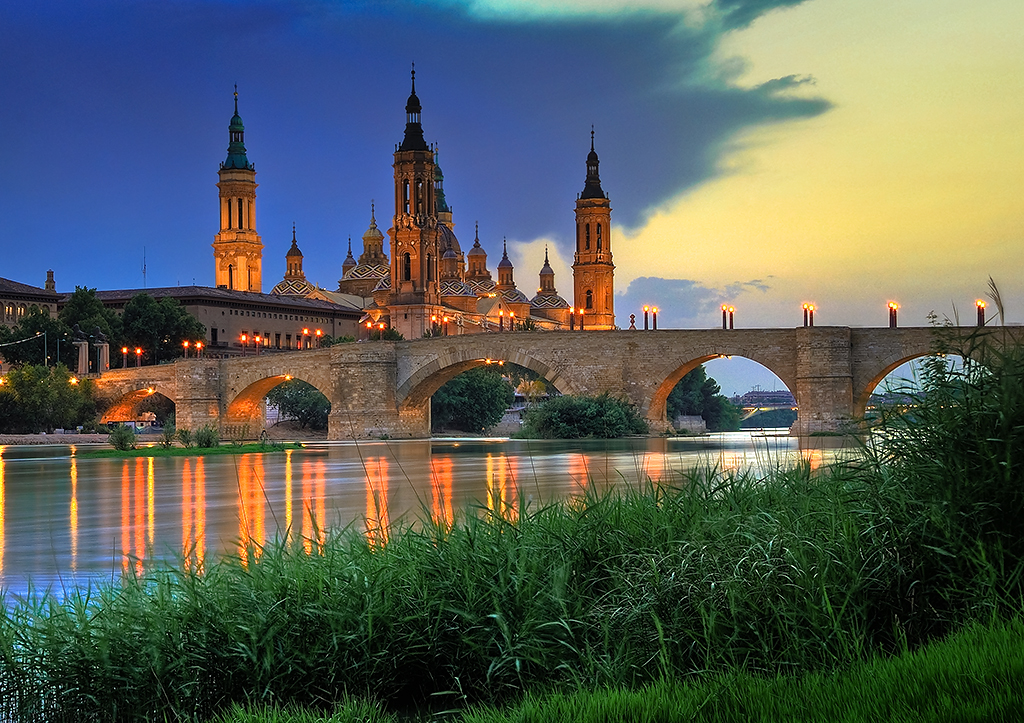
A Basilica de Pilar napnyugtakor

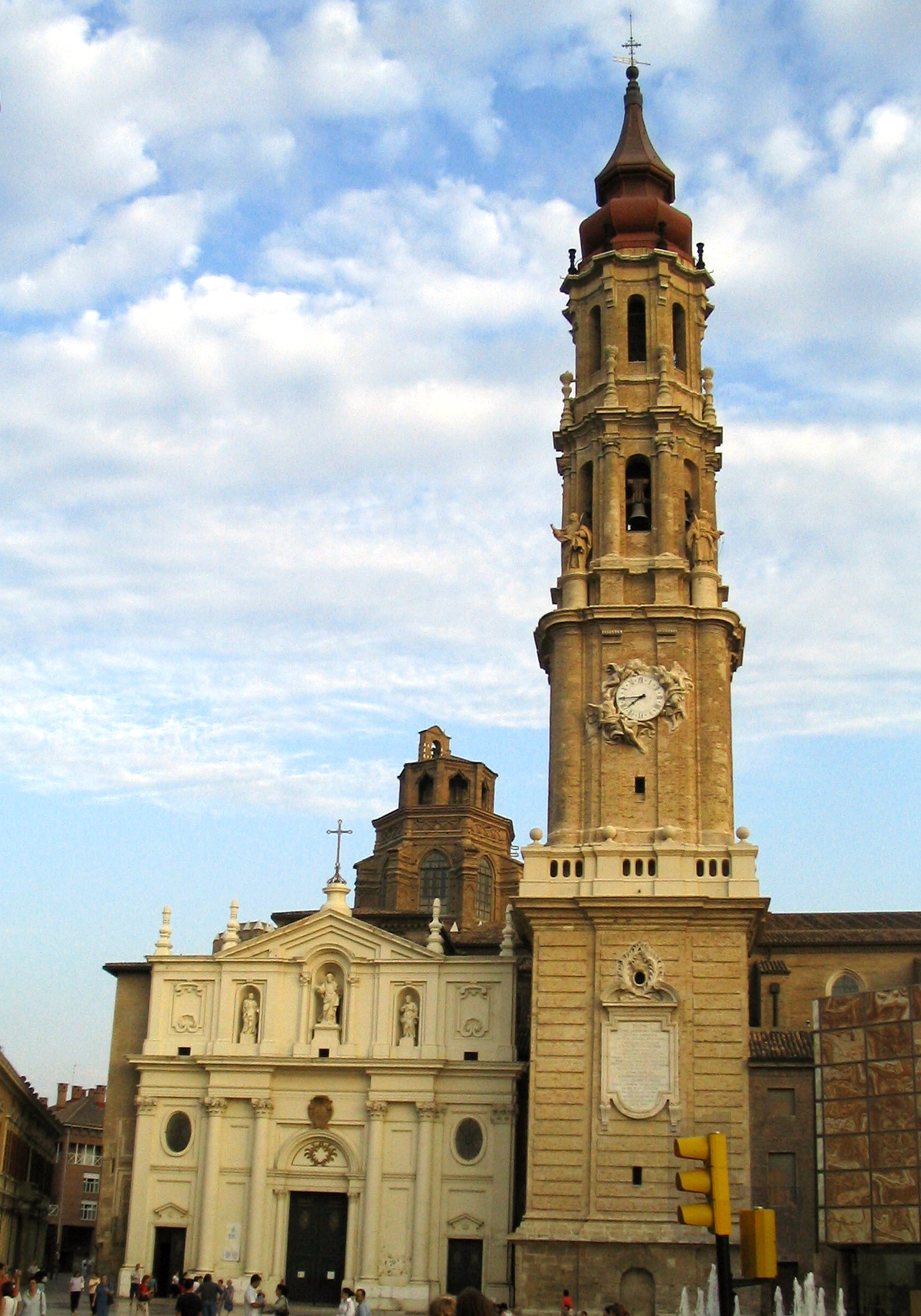
La Seo katedrális

- Nuestra Señora del Pilar Székesegyház vagy Virgen del Pilar: a Plaza del Pilar közepén áll a város jelképe, az Ebro partján. A hagyomány szerint Szent Jakab apostolnak itt jelent meg egy alabástrom oszlopon Szűz Mária, s elrendelte, hogy tiszteletére templomot emeljenek, cserébe ő pedig védeni fogja egész Hispániát és Zaragozát.
- La Seo vagy Megváltó-katedrális (Catedral de San Salvador): a Plaza de La Seo téren álló öthajós katedrális, a 12-17. században épült
- Tőzsde (Lonja): reneszánsz épület, 1551
- Városháza (Ayuntamiento)
- Torreón de la Zuda
- Római falmaradványok
- Szent János-templom
- Érseki palota (Palacio Arzobispal)
- Szent Sír-kolostor (Convento de San Sepulcro)
- Mária Magdolna-templom (Iglesia de la Magdalena)
- Szent Károly-papnevelde (Seminario de San Carlos)
- Arab fürdők (Baños Árabes)
- Szent Egyed-templom (Iglesia de San Gil)
- Igazságügyi Palota (Audiencia / palacio condes de Morata)
- az Argillo grófok palotája (Palacio Conde de Argillo)
- Szent Pál-templom (Iglesia de San Pablo)
- Aljafería-kastély (Castillo de la Aljafería)
- Puerta del Carmen városkapu
- Don Juan de Lanuza szobra
- Szent Engracia-kolostor (Convento de Santa Engracia)
- Tartományi Szépművészeti Múzeum (Museo Provincial de Bellas Artes)
- Pablo Gargallo-múzeum (Museo de Pablo Gargallo)
- Néprajzi és Természettudományi Múzeum
- Szent Antal-templom (Iglesia de San Antonio)
- Sokáig a város jelképe volt a zaragozai ferde torony, amelyet azonban 1892-ben lebontottak.[4]

## Híres emberek

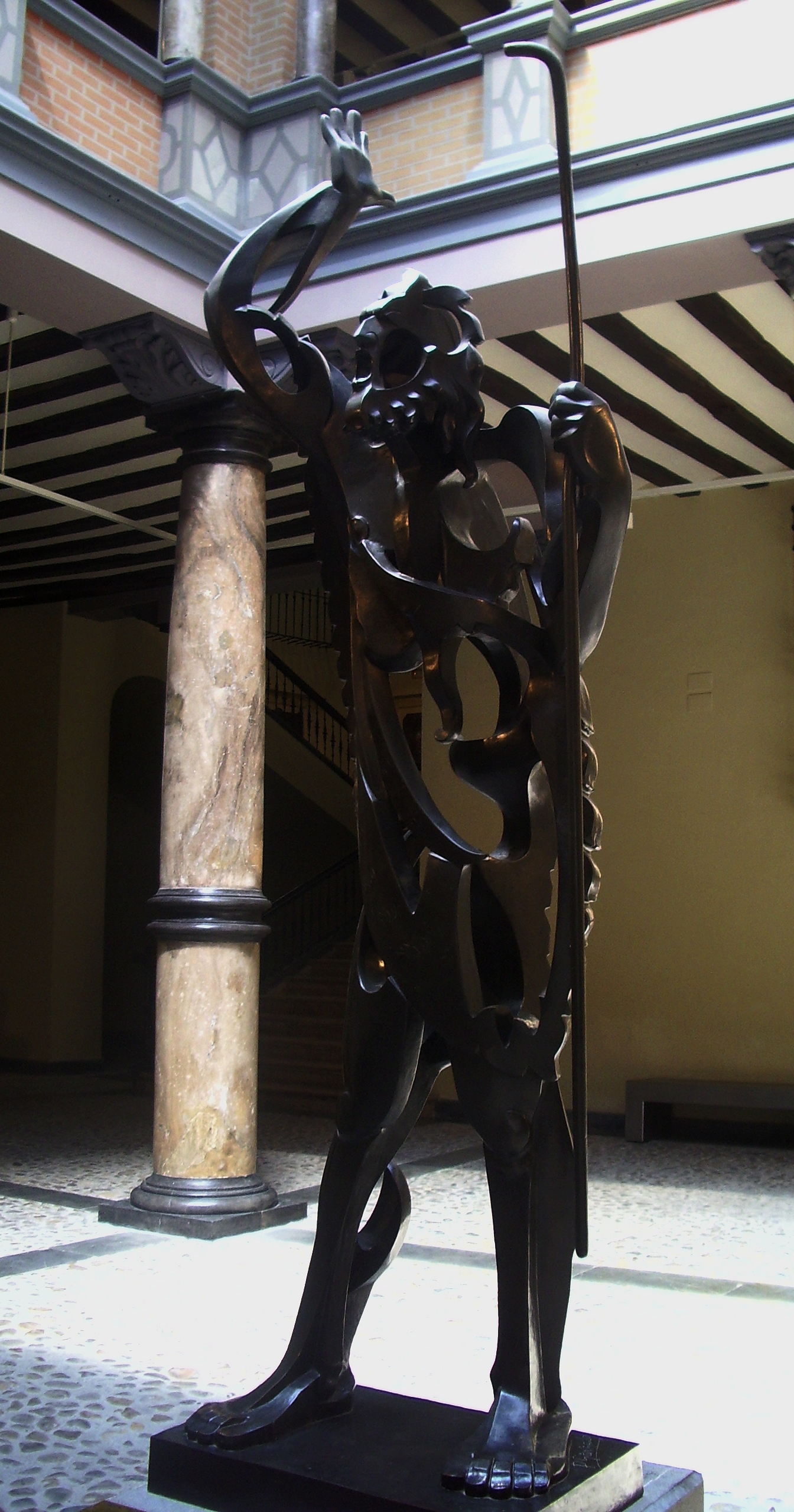
Gargallo Próféta című szobra a Gargallo Múzeumban

- Itt született Antonio Pérez spanyol államférfi (1539–1611)

### Írók, költők
- Ramón J. Sender
- Baltasar Gracián
- Braulio Foz
- Mariano de Cavia
- Mariano Miguel de Val
- María Pilar Sinués
- José Martí
- Bartolomé Leonardo de Argensola
- Lupercio Leonardo de Argensola
- Miguel Labordeta
- Tomás Seral y Casas
- Felipe Alaiz
- Luis Buñuel
- Ildefonso Manuel Gil
- Julio Antonio Gómez
- Jesús Moncada
- Eduardo de Ory
- José María Matheu…

## Népessége
A település lakosságának változását az alábbi diagram mutatja:
| Lakosok száma | 448 500 | 610 976 | 647 373 | 654 390 | 675 121 | 732 765 | 661 108 | 666 880 | 675 301 | 686 986 |
|               | 1971    | 2001    | 2005    | 2007    | 2010    | 2013    | 2016    | 2018    | 2021    | 2024    |

## Testvérvárosai
- Pau, Franciaország
- Biarritz, Franciaország
- Móstoles, Spanyolország
- Belén, Palesztina
- León, Nicaragua
- La Plata, Argentína
- Zaragoza, Guyana
- Tijuana, Mexikó
- Ponce, Puerto Rico
- Coimbra, Portugália
- Yulin, Kína